# إبراهيما سيسوكو
إبراهيما سيسوكو (بالفرنسية: Ibrahima Sissoko)‏ (27 أكتوبر 1997 بمو في فرنسا - ) هو لاعب كرة قدم فرنسي في مركز الوسط. لعب مع نادي ستراسبورغ.

## روابط خارجية
- إبراهيما سيسوكو على موقع الاتحاد الأوربي (الإنجليزية)
- إبراهيما سيسوكو على موقع قاعدة بيانات كرة القدم.إي يو (الإنجليزية)
- إبراهيما سيسوكو على موقع ناشيونال فوتبول تيمز (الإنجليزية)
- إبراهيما سيسوكو على موقع Soccerway.com (الإنجليزية)
- إبراهيما سيسوكو على موقع عالم كرة القدم.نت (الإنجليزية)